# Unbreakable (álbum de Scorpions)
Unbreakable es el décimo quinto álbum de estudio de la banda alemana de hard rock y heavy metal Scorpions, publicado en 2004 por BMG Music/Ariola para Europa y por Sanctuary Records para los Estados Unidos. A partir de la segunda mitad de los años noventa, la agrupación realizó algunas producciones en donde incursionó en sonidos que la alejaron de su habitual estilo, como en las power ballads en Pure Instinct (1996), el pop rock y dance-rock en Eye II Eye (1999), el crossover sinfónico en Moment of Glory (2000) y el unplugged en Acoustica (2001). En 2002, grabó dos nuevas canciones con su otrora productor Dieter Dierks para el recopilatorio Bad for Good: The Very Best of Scorpions. Este hecho, sumado al positivo recibimiento de sus giras de concierto de 2002 y 2003, motivó a la agrupación a registrar un nuevo trabajo de estudio. 
Desde su concepción en 2002, la banda escribió 150 canciones, pero solo un puñado de ellas fueron registradas. Su grabación comenzó en octubre de 2003 en los estudios Peppermint Park de Hannover (Alemania) y la producción la realizaron Scorpions y Erwin Musper. Antes de iniciar el proceso, el bajista Ralph Rieckermann renunció para enfocarse a su carrera como compositor de bandas sonoras de películas, por lo que, durante las primeras sesiones, el guitarrista Matthias Jabs tocó las líneas de bajo. Como no encontraron un bajista en su país, un asistente de Rudolf Schenker les recomendó al polaco Paweł Mąciwoda. Para las canciones, la banda quería recuperar su clásico estilo, pero, a la vez, sonar moderna. A pesar de que fueron compuestas con la tonalidad habitual, el vocalista Klaus Meine recomendó bajar las guitarras en medio o un tono, ya que le dificultaba mantener determinadas notas altas. Al hacerlo, encontraron el sonido que querían inicialmente.
Una vez que salió al mercado, recibió reseñas principalmente positivas por parte de la prensa especializada, que resaltó su regreso a su clásico sonido, su vigencia y la calidad de las canciones. Comercialmente, Unbreakable logró posiciones medias en los principales mercados, mayormente europeos, de las cuales destacó el primer lugar en la lista musical de Grecia, el segundo en la de República Checa, el cuarto en la de Alemania y el décimo en la de Argentina. No obstante, en los Estados Unidos recibió un escaso airplay y no ingresó en ningún recuento del país.
Para promocionar el álbum, el sello Sanctuary editó solo en los Estados Unidos «Love'em Or Leave'em» como sencillo promocional. Aunque en la sección discografía de la página web oficial de la banda no figura ningún otro extraído del álbum, la canción «She Said» ingresó en la lista musical de Hungría. Por su parte, el 17 de abril de 2004 dio inicio el Unbreakable World Tour, que les permitió tocar en Europa, Norteamérica, Latinoamérica, Asia, Oceanía y el Oriente Próximo hasta el 9 de septiembre de 2006. De hecho, es considerada una de sus giras más exitosas en bastante tiempo, puesto que incluyó conciertos en países en donde no habían tenido presentaciones en vivo durante años y, por primera vez, en algunas naciones como Catar, Egipto, Israel o Mongolia.

## Antecedentes

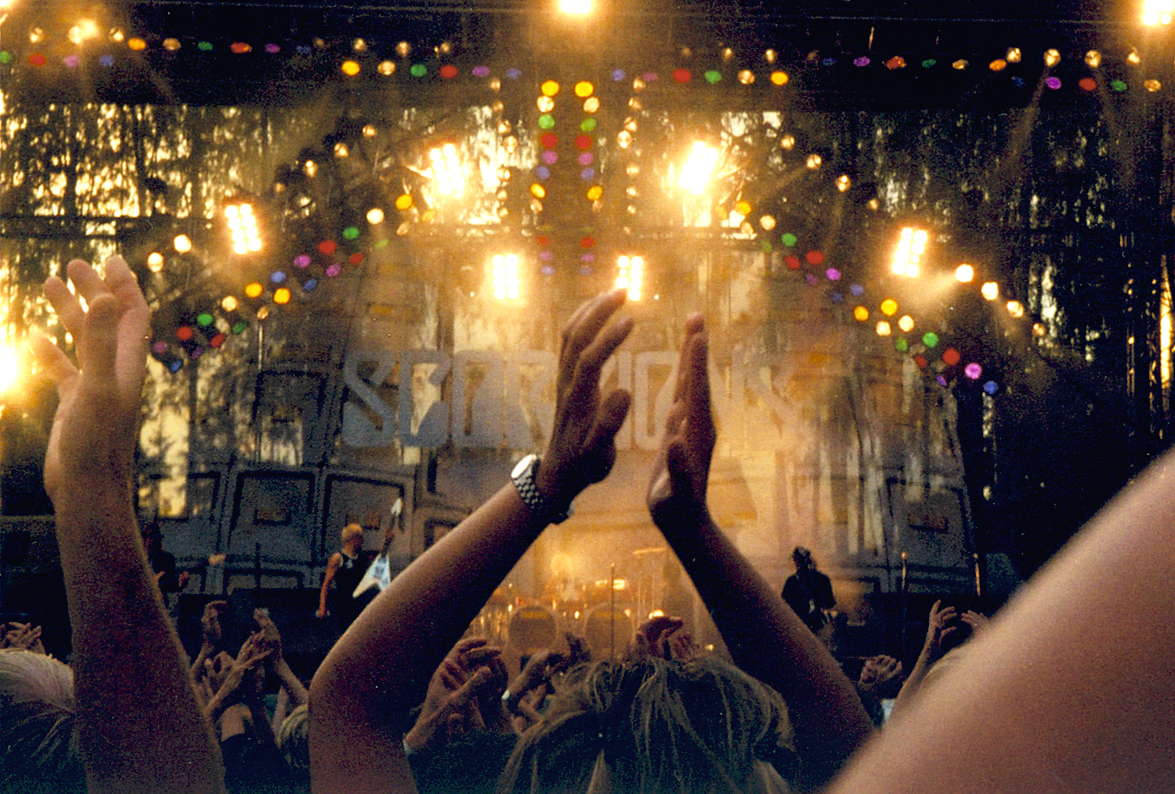
Gracias al recibimiento positivo de sus fanáticos en las giras de 2002 y 2003, la banda se motivó para volver al rock con un nuevo álbum. En la imagen, Scorpions en vivo en el festival Ankkarock en Helsinki (Finlandia), el 3 de agosto de 2003

Con la llegada de la década de los noventa, la popularidad de las bandas de hard rock y heavy metal comenzó a bajar paulatinamente debido a la creciente popularidad de las agrupaciones de rock alternativo y grunge. Scorpions decidió no competir con ellas, así que en la segunda mitad de ese decenio aprovechó de explorar nuevos estilos. Aunque estaba enfocado mayormente en las power ballads, Pure Instinct de 1996 logró un positivo éxito comercial especialmente en Europa continental y el Sudeste asiático; en varios países de esta última región, recibió certificaciones de disco de oro y platino antes de terminar el año. En contraposición, Eye II Eye de 1999 fue un fracaso, ya que obtuvo posiciones inferiores en las listas musicales de muchos países y una pobre venta discográfica. Esto se debió mayormente a que la banda incursionó en el pop rock y el dance-rock, y porque los mercados, principalmente europeos, estaban focalizados en otros géneros musicales.
En 2000 vio la luz el álbum sinfónico Moment of Glory, un crossover entre Scorpions y la Orquesta Filarmónica de Berlín concebido en 1995. Aunque recibió críticas por parte de los ejecutivos de la orquesta, resultó ser un éxito en Alemania, porque logró el puesto tres en la lista Media Control Charts y en el mismo año la Bundesverband Musikindustrie (BVMI) lo certificó de disco de oro en representación a 150 000 copias vendidas. El anhelo de probar con proyectos paralelos motivó a Scorpions a realizar el álbum unplugged Acoustica en 2001. Coproducido y arreglado por el director de orquesta austríaco Christian Kolonovits —el mismo detrás de Moment of Glory—, consiguió importantes ventas en varias naciones de Europa continental, Sudeste asiático y Latinoamérica.
En 2002, la banda realizó el Scorpions World Tour 2002, que les permitió tocar en los Estados Unidos junto con Deep Purple y Dio. Además, tuvo decenas de conciertos en Europa, sobre todo en la región oriental, y destacó la extensa gira de casi un mes por el este de Rusia, ya que llegaron a ciudades tan lejanas como Krasnoyarsk y Vladivostok en Siberia. La positiva aceptación del público estadounidense motivó a los integrantes a programar una nueva gira para 2003 llamada Scorpions World Tour 2003, donde se presentaron en varias ciudades de ese país —además de Canadá— junto con Dokken y Whitesnake, entre los últimos días de enero y marzo. En mayo y en agosto, Scorpions tocó algunos espectáculos en Europa y finalizó la serie el 6 de septiembre en Moscú. Gracias al recibimiento de sus fanáticos, la banda se motivó para volver al rock con un nuevo álbum de estudio lo más pronto posible.
Paralelo a las producciones discográficas y a las giras de conciertos, varios sellos discográficos publicaron por esos años diversos recopilatorios sobre la banda como 20th Century Masters: The Millennium Collection: The Best of Scorpions (2001), Classic Bites (2002) y Essential (2003). De todos los compilados destacó Bad for Good: The Very Best of Scorpions (2002) de Hip-O Records, porque incluía dos canciones inéditas de estudio: «Bad for Good» y «Cause I Love You». Ambas las grabaron con su otrora productor Dieter Dierks en los estudios Dierks en Colonia (Alemania), por lo que marcó su primera colaboración en catorce años. El vocalista Klaus Meine contó que volver a trabajar con Dierks «se sintió bien y al mismo tiempo raro», pero la cooperación los animó a hacer un álbum de estudio «como en los viejos tiempos».

## Grabación

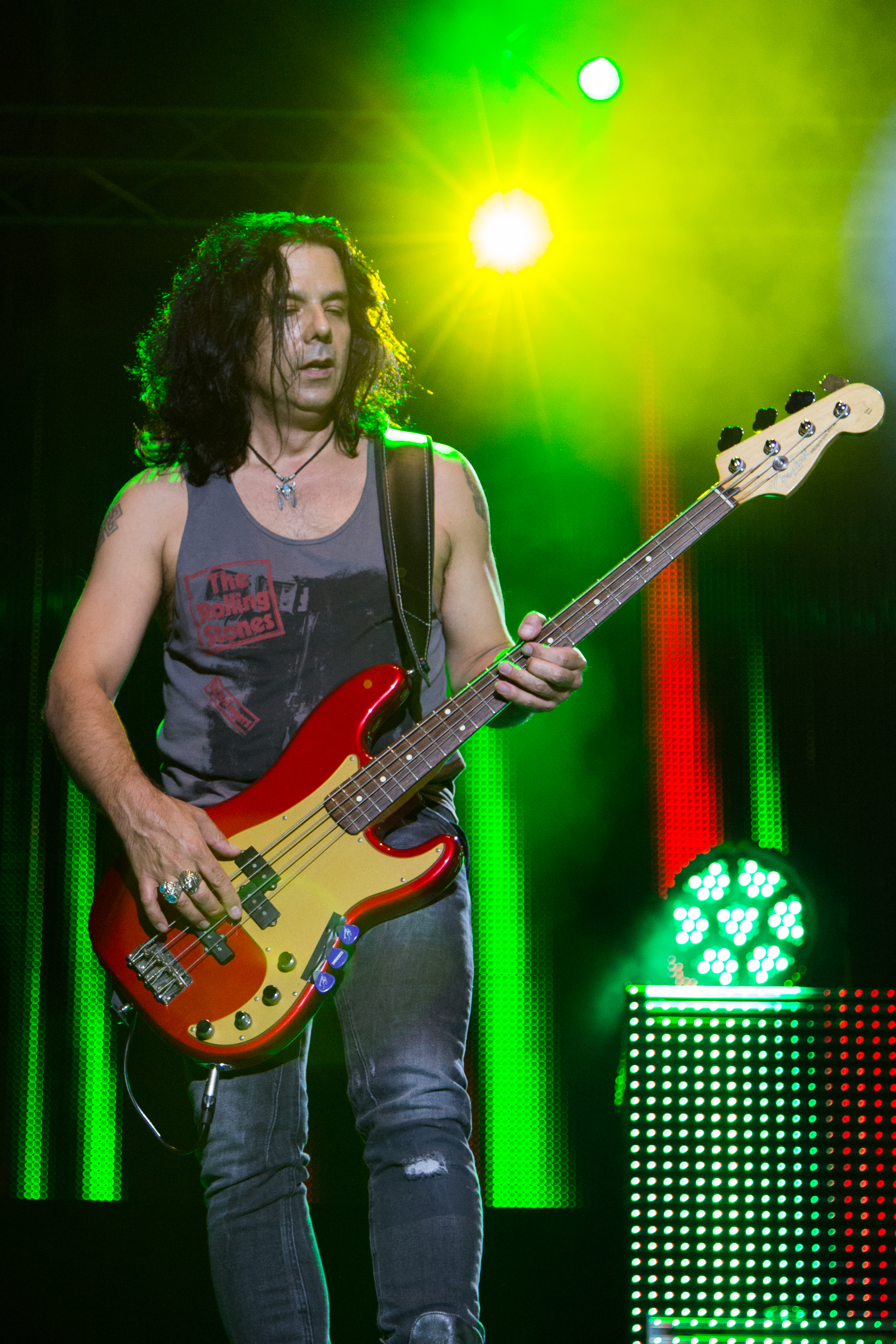
Unbreakable fue el primer álbum del bajista polaco Paweł Mąciwoda con la banda. En la imagen, el músico en vivo en 2014

El 1 de mayo de 2003, después de la gira por los Estados Unidos, se instalaron en los Scorpio Sound Studios en Hannover —propiedad del guitarrista Rudolf Schenker— para grabar el primer lote de maquetas. En total registraron dieciséis, pero ninguna de ellas terminó en el disco. Debido a las presentaciones en vivo agendadas en Europa, retomaron el proceso en junio y más tarde en septiembre. De hecho, el 1 de septiembre volvieron a los estudios de Schenker y, en dos semanas, grabaron otras veinte canciones. Una vez terminadas las maquetas, las enviaron a algunos productores interesados como Bob Rock, Rick Parashar, Max Martin y Dieter Dierks. Rock rechazó la oferta porque prefirió tomarse unas vacaciones después de producir St. Anger de Metallica, mientras que Dierks no llegó a un acuerdo económico. Al final optaron por Erwin Musper, quien ya había trabajado con ellos primero como ingeniero de sonido en Crazy World (1990) y Face the Heat (1993) y después como coproductor en Pure Instinct (1996).
En el entretanto, el bajista Ralph Rieckermann renunció para enfocarse en su carrera como compositor de bandas sonoras de películas, la que inició en 1999 a la par con su estadía en la banda. Este hecho atrasó el plan original de comenzar la grabación el 15 de octubre en los estudios Peppermint Park en Hannover, dado que los postulantes al puesto no tuvieron acceso a las maquetas. Hasta entonces, el guitarrista Matthias Jabs había interpretado la línea de bajo de las canciones. El baterista James Kottak trató de incorporar a Jeff Pilson o a Jimmy Bain, pero por compromisos previos ninguno de ellos pudo unirse a la banda. Al final, el 20 de octubre llegaron a los estudios Peppermint sin bajista y, entre cuatro a cinco días, los técnicos configuraron los equipos para iniciar la grabación. Como la banda no encontró a un bajista en Alemania, Alex, el asistente de Schenker, les recomendó al polaco Paweł Mąciwoda, quien aprendió las líneas de bajo el mismo día que llegó y grabó once canciones en tres días. Una semana después, Barry Sparks, que también postulaba, interpretó el bajo en otras cinco pistas, entre ellas «Love'em Or Leave'em» y «Borderline». A pesar de que tenían dieciséis pistas listas, encontraron que les faltaba «la canción» para completar el álbum, por lo que cada músico trajo una nueva: Schenker llegó con «If You Could See Inside My Eyes» (que al final fue «Through My Eyes»), Meine presentó «Maybe I Maybe You», Jabs lo hizo con «This Time» y Kottak con «Can You Feel It». Registraron las cuatro, pero para el producto final tuvieron que escoger solo doce. Sin embargo, a último momento incluyeron «Remember the Good Times», grabada durante las primeras sesiones. Aunque tuvo una versión de estudio más adecuada, para el álbum añadieron la maqueta porque sonaba «más ruda» y le colocaron el apelativo de Retro Garage Mix. Únicamente en esta, el bajo lo tocó el técnico de guitarra de Jabs, Ingo Powitzer.
El proceso de grabación lo hicieron por medio de ProTools, una herramienta que habían usado en Moment of Glory y les facilitaba las cosas frente a la grabación análoga de 24 pistas o la digital de 48 pistas, métodos que habían empleado en varias oportunidades en su carrera. Schenker señaló que la tecnología para el registro de discos había avanzado tanto que permitía hacer las mismas cosas de hace veinte años de una manera sencilla. Recurrieron a sus clásicas formas de grabación como usar instrumentos de diferentes marcas y modelos como guitarras eléctricas de Dommenget, Gibson, Gretsch y Fender, y acústicas de Dommenget, Taylor y Yamaha, además de fabricadas especialmente para Schenker y Jabs como la Engl Ltd Edition Rudolf Schenker Signature o la Matthias Jabs RockMaster Superior. Kottak usó una batería Yamaha y platillos Zildjian, mientras que Mąciwoda empleó bajos de Music Man, Yamaha y Fender. Meine, por su parte, utilizó micrófonos de Sennheiser, AKG, Electro-Voice y Neumann; de hecho, él llevó los del estudio Scorpio Sound al Peppermint Park. A su vez, usaron una variedad de ecualizadores y cajas infinitas de fabricantes como Yamaha, Marshall y Ampeg, entre otros. Por esa razón, el crítico Martin Popoff señaló que, al mezclar su clásico sistema de grabación con la tecnología ProTools, hizo que el álbum sonara «poderoso, aguerrido y muy brillante», similar a Love at First Sting de 1984.
La grabación se llevó a cabo en tres meses y tres días. Posteriormente, Musper mezcló las cintas en la sala tres de los Wisseloord Studios en Hilversum (Países Bajos), mientras que la masterización la realizaron Darius van Helfteren en el mismo recinto y Joshua Blair en los estudios Polyhymnia International, también neerlandeses. Si bien la producción del disco estuvo a cargo de Musper y Scorpions, la de «Remember the Good Times (Retro Garage Mix)» solo la ejecutó la banda. A su vez, la mezcla de esta pista la realizó Phantom Brothers. Todo el proceso finalizó el 24 de febrero de 2004.

## Composición
La idea de un nuevo álbum de estudio nació en 2002 y, desde entonces, la banda escribió más de 150 canciones. La mayoría de las que quedaron en el álbum las compusieron en 2003 y los cuatro músicos —sin bajista— y tres compositores externos se involucraron en el proceso creativo. La banda quería recuperar su estilo tradicional visto en álbumes como Blackout (1982), pero con un enfoque moderno, tanto en las letras como en la música. Usaron su método habitual de composición, es decir, la mayoría de los temas estaban en la tonalidad de mi. No obstante, Meine, por entonces de 55 años de edad, tuvo algunos problemas con los tonos altos y sugirió bajarlos, debido a que algunas de las canciones serían interpretadas en vivo durante más de un año en la posterior gira de conciertos y no quería perjudicar la calidad del espectáculo con una voz cansada. Por ese motivo, le bajaron a las guitarras medio o un tono y, al hacerlo, se dieron cuenta de que sonaban más fuertes y pesadas. Schenker destacó que esta disminución hizo que los riffs sonaran más modernos y, en definitiva, habían encontrado el sonido que querían inicialmente.
Escrita por Schenker y Meine, la inicial «New Generation» es un número de heavy rock que se «extralimita en el ángulo juvenil», según el crítico Martin Popoff. Andreas Himmelstein, de la revista Rock Hard, la nombró un «pisoteador moderno con el típico estilo de Scorpions y presenta unos samples de sonidos específicos». Su letra trata sobre la situación interna de los Estados Unidos, sobre todo a aquella que involucraba a los jóvenes en conflictos sociopolíticos como los atentados del 11 de septiembre de 2001 y la posterior invasión de Irak de 2003. Según Meine, es un «resumen de los acontecimientos que han mantenido en vilo a los Estados Unidos en los últimos años», dirigido en especial a los jóvenes que se les impone involucrarse. Ralph de Jongh, Joss Mennen, Alex Jansen y el coro infantil Jody cantaron en el estribillo de la parte final de la canción. «Love'em Or Leave'em» es más enérgico, con un riff de guitarra ligeramente blusero y un estribillo típico de la banda. Siendo una de las favoritas de Schenker, Popoff destacó su riff roquero y su estribillo atrapante. Jabs escribió «Deep and Dark» antes de dar un concierto en Florida (Estados Unidos). Aunque Meine posteriormente retocó la letra, Schenker contó que fue la primera canción que Jabs compuso por sí solo. Posee una «melodía fuerte y madura», así como un «estribillo pegadizo» y «guitarras sin distorsiones en los versos». Popoff, en su análisis, sostuvo que parecía una «especie de ajuste» de la era de Face the Heat (1993), gracias a su «hard rock malhumorado».

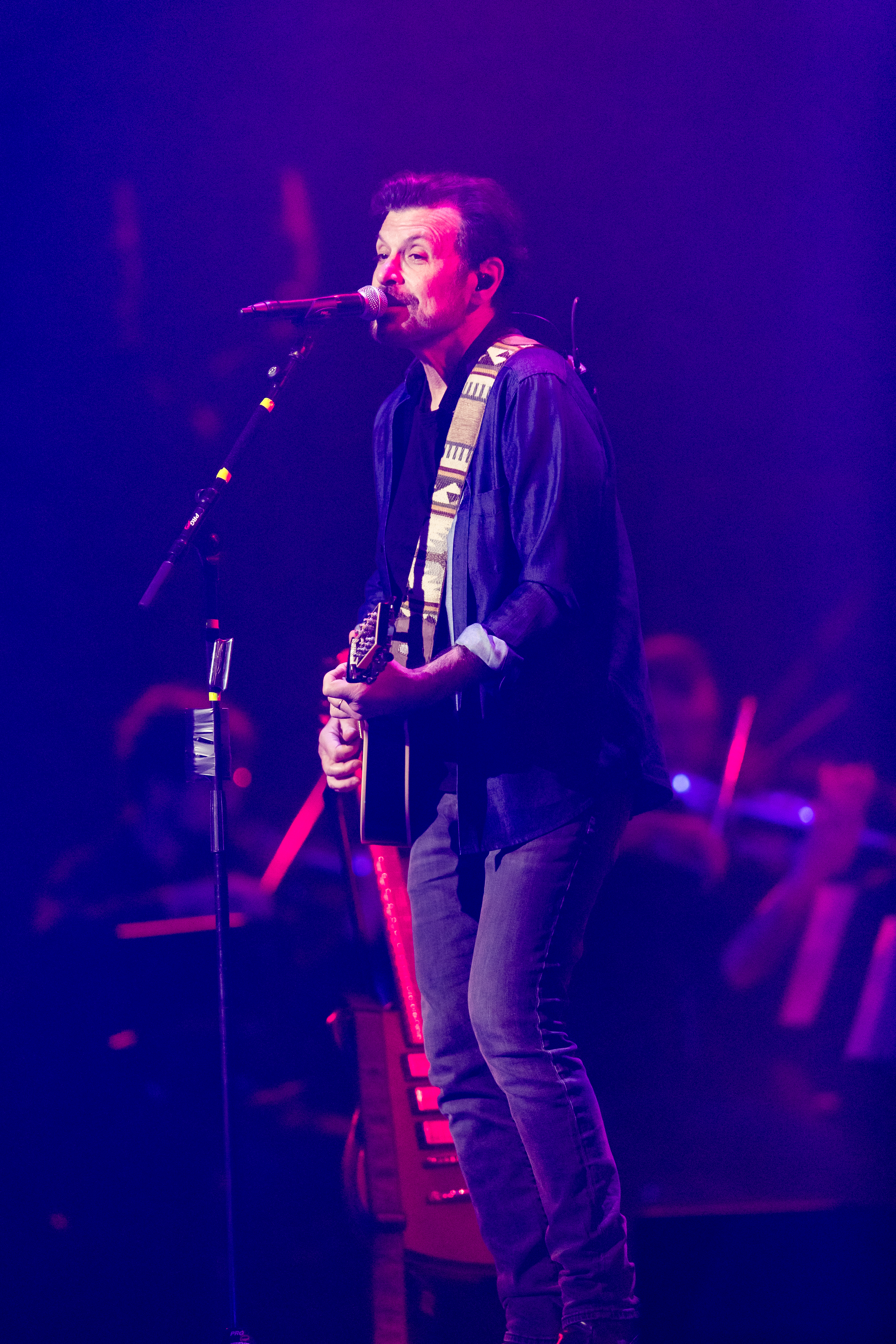
El guitarrista estadounidense Eric Bazilian ayudó a componer «Remember the Good Times»

«Borderline» tiene un riff simple y un «estribillo melódico psicodélico». Himmelstein señaló que contrarrestaba con las demás por su simpleza y parecía carente de ideas, mientras que Sandra Eichner, de la revista alemana Metal Heart, mencionó que «impresiona con su dosis tremendamente explosiva de grandilocuencia y énfasis». Considerada por Popoff como «una versión acelerada de "Love'em Or Leave'em»" y «una de las más exitosas del álbum», «Blood Too Hot» es «rápida, fresca y fuerte», ya que rememora el «estilo hirviente y ferviente de los ochenta». En sus versos, tiene power chords abiertos, mientras que en el estribillo posee un riff de un solo acorde. «Maybe I Maybe You» es el resultado de una colaboración entre Meine y el músico iraní Anoushirvan Rohani. Escrita cuatro años antes para la caridad, Rohani creó la melodía y Meine añadió la letra, la cual trata sobre la empatía, «lo que podemos hacer los unos por los otros», según el vocalista. Al principio, no la querían incluir porque desentonaba con el estilo del álbum, ya que es una power ballad interpretada únicamente con piano. Sin embargo, el productor Erwin Musper estaba tan entusiasmado con ella que decidió añadirla, pero para ello tenían que incorporarle una parte roquera. Por ese motivo, Meine invitó a Koen van Baal para que interpretara el piano y realizara los arreglos correspondientes, porque ya habían trabajado juntos en el sencillo «Wind of Change» (1990). En los últimos minutos de la canción, las guitarras eléctricas y la sección rítmica le dan un toque de rock sinfónico, una apuesta «única que solo podía permitirse Scorpions o Queen», de acuerdo con Popoff. De hecho, Schenker contó que «podría haber encajado bien» en el proyecto sinfónico Moment of Glory.
Popoff nombró a «Someday Is Now» un «experimento», porque es un «hard rock melódico extrañamente amargado», mientras que «My City My Town» —la única escrita solamente por Meine— es más «pegadizo», con «tintes de blues» y «aires europeos en los versos, más aún en el preestribillo, pero su estribillo con pretensiones pop de alguna manera socava su seriedad». «Through My Eyes» es otro ejemplo de la dupla Schenker/Meine que encaja con la estructura compositiva de Blackout (1982), al estilo de «No One Like You». Himmelstein sugiere que también podría haber figurado «sin problemas» en Love at First Sting (1984). Su letra trata sobre una separación amorosa en la que la pareja no busca volver, sino espera comenzar un nuevo camino individualmente. Por su parte, «Can You Feel It» es otro tema hard rock levemente psicodélico. «This Time», escrita por Jabs, es un «rock ruidoso, funky y consistente», aunque «con partes melódicas que no encajan del todo». «She Said» es una «power ballad sentimental», escrita por Meine, Christian Kolonovits y el guitarrista de The Hooters Eric Bazilian, a quien conocieron en 2003 en medio del proceso creativo. «Remember the Good Times», otra cocreación con Bazilian, relata una mini historia de la banda desde un punto de vista sentimental que «transmite una atmósfera muy entusiasta y positiva»; en ese sentido, Meine destacó su letra retro. Popoff comentó que, musicalmente, añora estilos antiguos y la describió como una mezcla de pop punk, glam rock y bubblegum rock. De hecho, esta canción posee algunos elementos de «Happy Days Are Here Again» de 1929, compuesta por Milton Ager y Jack Yellen.

## Lanzamiento
Unbreakable salió a la venta el 3 de mayo de 2004 en Europa a través de BMG Music/Ariola Records, y el 22 de junio del mismo año Sanctuary Records lo lanzó en los Estados Unidos. En ese país, existió una edición especial llamada Enhanced Limited Edition y contaba con un mensaje en video de poco más de cinco minutos sobre el álbum, una galería de fotografías y una breve biografía de la banda. Por otro lado, únicamente en Japón se incluyeron «Dreamers» y «Too Far» como pistas adicionales. La primera, escrita por Schenker, Meine y Bazilian, es una «sólida y ambiciosa power ballad», en tanto que la segunda, obra de Meine y Jabs, es una «pista más suave y mejor, una especie de rock sureño acústico con slide incluido». En su análisis a ambas canciones, Popoff afirmó que, al repasar a los bonus tracks añadidos en sus álbumes previos, era de esperar que fueran más cercanas al soft rock, con buenos arreglos y una adecuada producción. Cabe indicar que Schenker escogió el nombre de Unbreakable dado que era una palabra que siempre había estado en la agenda de la banda para titular un álbum.

## Promoción

### Sencillos
Un mes antes del lanzamiento oficial del álbum en Europa, el fansite ruso Scorpions.ru publicó como exclusiva samples de dos minutos de duración de cada una de las canciones para descargar. Más tarde, el 22 de junio, misma fecha de la publicación de Unbreakable en los Estados Unidos, se publicaron los samples de las pistas adicionales «Dreamers» y «Too Far» en la página web de la banda. Solo en los Estados Unidos, el sello Sanctuary publicó «Love'em Or Leave'em» como sencillo promocional, el que no estuvo disponible a la venta. A pesar de aquello, logró el puesto 25 en la lista Heritage Rock de la revista Billboard para la semana del 7 de agosto de 2004. Aunque en la sección de discografía de la página web oficial de Scorpions no figura ningún sencillo extraído de Unbreakable, la canción «She Said» ingresó en la lista Rádiós Top 40 de Hungría en la posición 34.

### Gira de conciertos

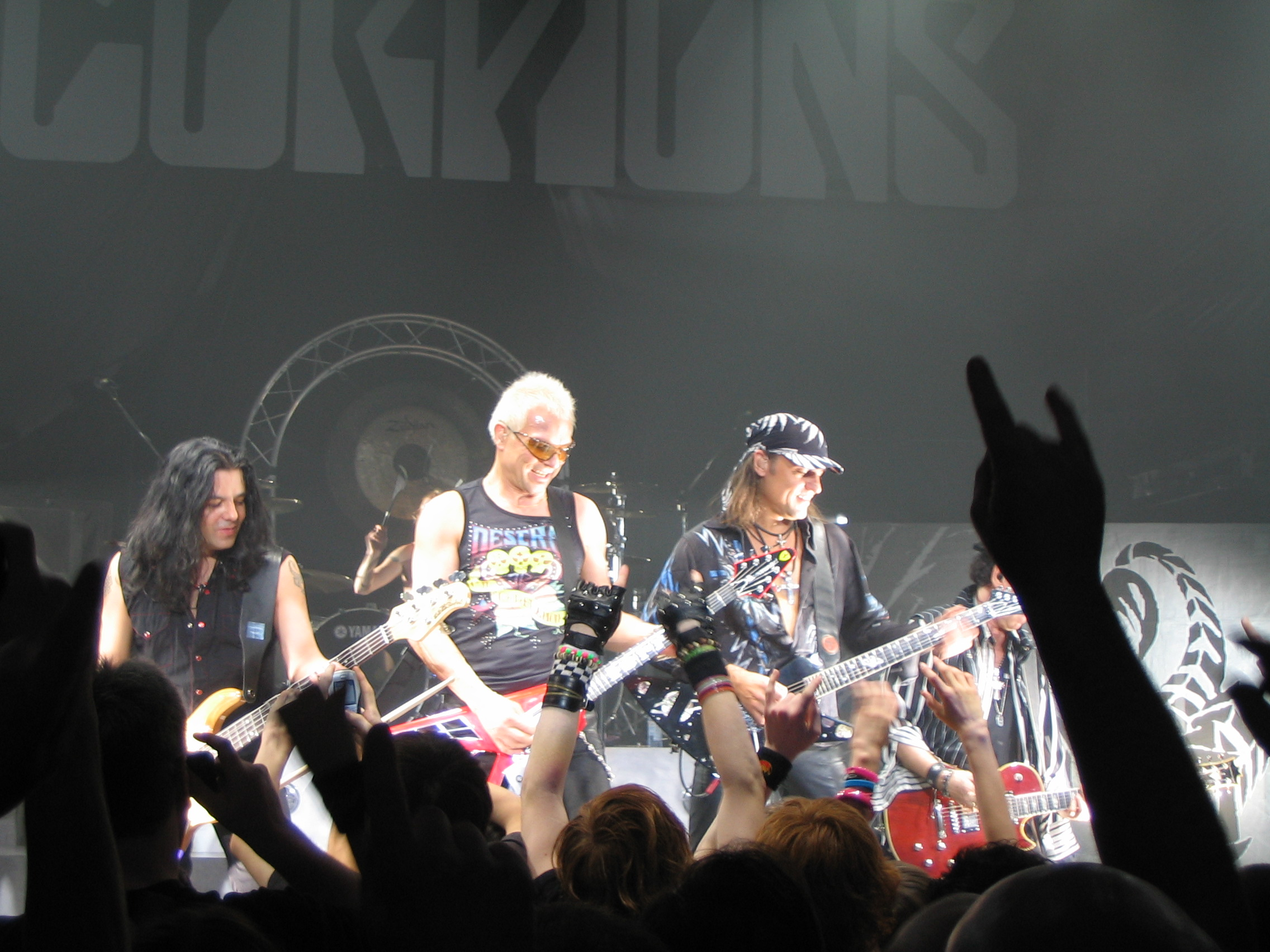
Scorpions en vivo en 2005 en Plymouth (Reino Unido), el 31 de marzo de 2005

La gira de conciertos Unbreakable World Tour fue una de las más exitosas que tuvo la banda en años, puesto que le permitió tocar en varios países por primera vez y volver a otros en donde hacía tiempo no se presentaban en vivo. Comenzó el 17 de abril de 2004 en el recinto Preussag Arena de Hannover (Alemania) y hasta el 4 de septiembre tocó en trece países de Europa continental, principalmente en arenas, estadios y festivales de música. A partir del 10 de septiembre, se presentaron en Asia para dar una fecha en Tailandia, otra en Malasia, tres en Indonesia y cinco en Japón. En esta última nación, parte de los miembros de la banda y de su equipo se contagiaron de un virus; sin embargo, la banda pudo terminar la serie asiática programada. Después de unos conciertos celebrados en Nueva Caledonia (1 y 2 de octubre), Emiratos Árabes Unidos (6 de octubre), Rumania (8 de octubre) y República Checa (10 de octubre), el 21 de octubre comenzó una extensa gira por los Estados Unidos. Para esta serie, Scorpions contó con Tesla y Keith Emerson como teloneros. La última presentación de 2004 aconteció el 10 de diciembre en San Juan (Puerto Rico).
El 16 de marzo dieron inicio las presentaciones de 2005; desde esa fecha —realizada en Londres— hasta el 31 del mismo mes tocaron en diez conciertos por el Reino Unido como «artistas invitados» de Judas Priest. A partir de entonces y hasta finales de julio, Scorpions realizó otros espectáculos por Europa continental. Entremedio, el 7 de julio, la banda tocó por primera vez en Israel. Luego de dos fechas por los Estados Unidos (30 y 31 de julio), hubo otras presentaciones europeas, de las cuales destacó su único evento sinfónico de la gira en Kazán (Rusia) y su primer concierto en 27 años con su otrora guitarrista Uli Jon Roth, acontecido el 10 de septiembre en Colmar (Francia). En octubre, la agrupación dio seis conciertos en Latinoamérica: tres en Brasil y tres en México. Por su parte, en noviembre hubo una breve gira llamada Acoustica Peace for All Middle East, en donde llevaron a cabo su evento acústico en Doha (Catar) y en la Necrópolis de Guiza de El Cairo (Egipto).
El 7 de mayo de 2006, el sitio Bravewords dio a conocer las primeras fechas de 2006, las que se llevaron a cabo principalmente en Europa y en la Norteamérica anglosajona. De las más de veinte presentaciones, destacaron su debut en vivo en Chipre (23 de julio) y Mongolia (31 de julio), así como su participación como cabeza de cartel en el festival Monsters of Rock en Zaragoza (18 de junio) y en el Wacken Open Air (3 de agosto). En este último festival, la banda realizó un concierto especial en donde se reunió con sus antiguos integrantes Uli Jon Roth, Michael Schenker y Herman Rarebell e interpretó una extensa lista de canciones. Con más de 130 presentaciones en total, la gira finalizó el 9 de septiembre de 2006 en Düsseldorf (Alemania). Cabe indicar que sus espectáculos dados en Viena (25 de junio de 2004) y en el Wacken Open Air (3 de agosto de 2006) fueron registrados y posteriormente lanzados en formato DVD con los títulos de Unbreakable World Tour 2004: One Night in Vienna (2005) y Live At Wacken Open Air 2006 (2008), respectivamente.

## Recepción

### Crítica especializada
Unbreakable recibió reseñas mayormente positivas por parte de la prensa especializada. Christie Leon del periódico New Straits Times opinó que los músicos «ponen todo su peso en trece canciones con un toque de rock ligeramente más duro» y volvieron al «viejo negocio del hard rock con canciones sencillas». En su análisis, consideró que, si bien sus «fanáticos han esperado pacientemente un disco que continúe la tradición de Love at First Sting y Savage Amusement, al menos les va bien». Con respecto a las canciones, llamó a «New Generation» un tema de apertura «tembloroso», pero al menos la banda alcanza un «ritmo de rock de antaño» con títulos como «Love'em Or Leave'em» y «Blood Too Hot». James Christopher Monger, para el sitio AllMusic, destacó varios aspectos del álbum como la voz de Meine, porque «ha envejecido con gracia, conservando su estridente gruñido» y su «célebre talento [como banda] para hacer grandes cortes, estribillos más grandes y letras simples sobre la unificación mundial y el "rocking you"», los que «están notablemente bien ejecutados». Además, nombró a «Maybe I Maybe You» una «hermosa balada» y a «Love'em Or Leave'em» y «Borderline» como «temas brutales»; incluso, a esta última la consideró «una de las más inventivas y memorables de su carrera». En términos generales, Unbreakable «logra un equilibrio ganador entre el exceso de mediados de los ochenta y la guitarra ajustada de nu metal, lo que resulta en uno de los discos más pesados que han hecho en bastante tiempo». El crítico canadiense Martin Popoff comentó que, con este disco, Scorpions «hizo un intento de dejar atrás su estado de "banda patrimonial" con un nuevo álbum más convencional con su estilo». No obstante, señaló que no era «desafiante, sino más bien un rock algo taciturno y lento, situado en algún lugar entre un pop malhumorado y el heavy rock».
Michael Lorant de la revista alemana Breakout mencionó que, después del sinfónico Moment of Glory y el acústico Acoustica, «por fin Scorpions vuelve a ponerse serio, regresando a aguas conocidas». Andreas Schöwe, de la edición alemana de Metal Hammer, comentó que, con este disco, «el rumbo vuelve a estar fijado hacia un hard rock excelente y variado, como en los viejos tiempos». Detlef Dengler, de la misma publicación, expresó que era su «álbum más sustancial y roquero en veinte años» y «estaba lleno de momentos destacados» como su «producción poderosa y vivaz», «grandes melodías», «la interpretación realmente fuerte de Meine» y los «ricos e inconfundibles riffs del dúo Schenker/Jabs». Aunque estimó que no podía compararse con sus trabajos clásicos como Lovedrive o Blackout, con este álbum «la banda supera fácilmente a la mayoría de su competencia en términos de calidad». Sandra Eichner, de la también alemana Metal Heart, lo calificó como un álbum «masivo y duro como una avalancha de rocas» y destacó la «reflexión social» de «New Generation», la «elegancia» de «Maybe I Maybe You» y «Through My Eyes», las «emocionantes y roqueras» «Love'em Or Leave'em» y «Deep and Dark» y el «recuerdo de la actitud ochentera» de «Remember the Good Times». Al terminar, mencionó: «En conclusión, ante este álbum solo podemos quitarnos el sombrero».
El escritor Floyd Orr, en su libro Timeline of America: Sound Bytes from the Consumer Culture (2006), expresó que la «banda regresa a sus hábiles raíces de metal». Eduardo Rivadavia de Ultimate Classic Rock, en su lista de los álbumes de la banda ordenados de peor a mejor, posicionó a Unbreakable en el puesto nueve. En su reseña, indicó que «probablemente provocó un suspiro de alivio entre los fanáticos», después de «lanzamientos poco inspirados» y «experimentos vergonzosos» de la década anterior. Asimismo, lo consideró un regreso a su característico heavy rock melódico que «no habría funcionado sin canciones de alto calibre y energía renovada». En un recuento similar, Malcolm Dome de Classic Rock lo situó en el undécimo lugar y estimó que era «su mejor grabación en más de una década», dado que «la banda logró crear un conjunto de himnos de hard rock melódico y sencillos en la tradición clásica de Scorpions» y porque «no intentaban ser otra cosa que ellos mismos en canciones como "New Generation", "Someday Is Now" y "Remember The Good Times"».

### Comercial
A pesar de las positivas reseñas por parte de la crítica, Unbreakable logró posiciones mayormente medias en las listas musicales de varios mercados, especialmente de Europa continental. El 17 de mayo de 2004, debutó en el puesto 4 en la lista alemana Media Control Charts y sumó en total nueve semanas en la lista. Su última posición fue en la casilla 100, el 19 de julio. Su mejor resultado lo consiguió en Grecia, ya que alcanzó el primer lugar en la lista nacional. De acuerdo con el autor francés Garry Sharpe-Young, en su libro Anthologie du Metal: Tome 1 (2010), el álbum provocó en el público griego un renovado interés por la banda, particularmente por sus anteriores producciones Best (1999) y Acoustica (2001). Se situó en la segunda posición en República Checa, en la décima cuarta en Suecia, en la décima quinta tanto en Finlandia como en Portugal y en la décima novena en Suiza.
En los demás países europeos, Unbreakable obtuvo posiciones medias, ya que ocupó las casillas 30 en el Ö3 Austria Top 40 de Austria, 32 en el Poland Albums Top 50 de Polonia, 33 en el Rock & Metal Albums Chart del Reino Unido, 42 en el French Albums Chart de Francia, 62 en el Top 100 Artisti de Italia y 74 en el Ultratop de Bélgica. Para la semana del 22 de mayo de 2004, el álbum debutó en el puesto 13 de la lista European Top 100 Albums de la revista Billboard. Por otra parte, en 2004, la organización National Federation of Phonograph Producers (NFPP) le entregó una certificación de disco de oro por vender más de 10 000 copias en Rusia.
Fuera de Europa, la situación fue diferente. En Argentina, llegó hasta el puesto 10 de la lista musical nacional, mientras que en Japón se ubicó en el 41 en el recuento desarrollado por Oricon. Sin embargo, en la Norteamérica anglosajona no consiguió buenos resultados comerciales, ya que tuvo un escaso airplay y no ingresó en ninguna de las listas musicales de los Estados Unidos. De acuerdo con Nielsen SoundScan, en su primera semana en el mercado estadounidense se vendieron un total de 4541 copias del álbum.

## Lista de canciones
| Unbreakable |                                              |                             |          |  |
| N.º         | Título                                       | Escritor(es)                | Duración |  |
| 1.          | «New Generation»                             | Schenker, Meine             | 5:52     |  |
| 2.          | «Love'em Or Leave'em»                        | Schenker, Meine, Kottak     | 4:05     |  |
| 3.          | «Deep And Dark»                              | Meine, Jabs                 | 3:40     |  |
| 4.          | «Borderline»                                 | Schenker, Meine             | 4:54     |  |
| 5.          | «Blood Too Hot»                              | Schenker, Meine             | 4:17     |  |
| 6.          | «Maybe I Maybe You»                          | Meine, Anoushirvan Rohani   | 3:33     |  |
| 7.          | «Someday Is Now»                             | Schenker, Kottak            | 3:26     |  |
| 8.          | «My City My Town»                            | Meine                       | 4:56     |  |
| 9.          | «Through My Eyes»                            | Schenker, Meine             | 5:24     |  |
| 10.         | «Can You Feel It»                            | Meine, Kottak               | 3:50     |  |
| 11.         | «This Time»                                  | Jabs                        | 3:37     |  |
| 12.         | «She Said»                                   | Meine, Kolonovits, Bazilian | 4:43     |  |
| 13.         | «Remember The Good Times» (Retro Garage Mix) | Schenker, Meine, Bazilian   | 4:25     |  |

| Pistas adicionales en la edición japonesa |            |                           |          |  |
| N.º                                       | Título     | Escritor(es)              | Duración |  |
| 14.                                       | «Dreamers» | Schenker, Meine, Bazilian | 4:47     |  |
| 15.                                       | «Too Far»  | Meine, Jabs               | 3:08     |  |

## Posicionamiento en listas musicales
| País            | Lista                     | Posición |
| --------------- | ------------------------- | -------- |
| Alemania        | Media Control Charts      | 4        |
| Argentina       | CAPIF                     | 10       |
| Austria         | Ö3 Austria Top 40         | 30       |
| Bélgica         | Ultratop                  | 74       |
| Europa          | European Top 100 Albums   | 13       |
| Finlandia       | Suomen virallinen lista   | 15       |
| Francia         | SNEP                      | 42       |
| Grecia          | Top 75 Albums             | 1        |
| Italia          | Top 100 Artisti           | 62       |
| Japón           | Japan Albums Chart        | 41       |
| Polonia         | Poland Albums Top 50      | 32       |
| Portugal        | AFP Charts                | 15       |
| Reino Unido     | Rock & Metal Albums Chart | 33       |
| República Checa | IFPI                      | 2        |
| Suecia          | Sverigetopplistan         | 14       |
| Suiza           | Schweizer Hitparade       | 19       |

## Certificaciones
| País  | Organismo certificador | Certificación | Ventas certificadas | Ref.   |
| ----- | ---------------------- | ------------- | ------------------- | ------ |
| Rusia | NFPP                   | Oro           | 10 000              | [ 83 ] |

## Créditos
| - Klaus Meine: voz - Rudolf Schenker: guitarra rítmica y líder, guitarra acústica y coros - Matthias Jabs: guitarra líder y rítmica, guitarra acústica, slide, talk box y coros - Paweł Mąciwoda: bajo - James Kottak: batería y coros Músicos invitados - Barry Sparks: bajo en «Love'em Or Leave'em» y «Borderline» - Ingo Powitzer: bajo en «Remember the Good Times» - Koen van Baal: teclados y arreglos en «Maybe I Maybe You» - Anoushirvan Rohani: piano en «Maybe I Maybe You» - Ralph de Jongh, Joss Mennen y Alex Jansen: coros en «New Generation» y «Borderline» - Coro infantil Jody: coros en «New Generation» | - Erwin Musper y Scorpions: producción - Scorpions: producción en pista 13 - Erwin Musper: mezcla - Phantom Brothers: mezcla en pista 13 - Huub Reijnders y Arjen Mensinga: asistencia de mezcla - Marc Ebermann y Nils Hahmann: operadores de ProTools - Thomas Nöhre: operador de Cubase - Darius van Helfteren y Joshua Blair: masterización |

Fuente: Folleto de notas de Unbreakable.